# 지구의 변화
지구의 변화(Earth Change) 라는 용어는 미국의 초능력자 에드거 케이시가 처음으로 사용한 말로, 세계가 곧 세계적 치명적인 위협와 같은 격변적 사건으로 인해 지구 내 인간의 삶에 매우 큰 영향을 미칠 것이라는 말이다.
이에는 주요 지진, 북극 빙하의 융해, 행성 축의 이동, 주요 기상 사건, 태양 플레어 폭발과 같은 자연적 사건도 포함할 뿐 아니라 지역 및 세계적인 사회, 경제, 정치적 시스템의 큰 변화도 포함한다.

## 케이시
케이시 스스로는 지구 전체를 포함한 격변적 사건에 대해 많은 예언을 했다. 그는 행성 축이 바뀌어 현재는 땅인 지역의 대다수가 바다로 변할 것이며, 아틀란티스가 바다에서 올라올 것이라고 말했다. 지구 변화의 공통적인 예측에서 나오는 캘리포니아 해안이 바다 밑으로 내려갈 것이라는 말은 케이시의 말에서 따 온 것이다. 더 최근에, 자칭 초능력자라고 말하는 고든-마이클 스켈리온은 "지구의 변화"의 개념을 중심으로 한 다양한 예언을 발표했고, 월간 잡지 "지구 변화 보고서"(The Earth Changes Report)를 출간했다.

## 뉴에이지
케이시의 용어는 뉴에이지 운동의 특정 분야가 이용하여 종종 정신적 능력을 갖고 있다고 주장하는 사람들이 말하는 예언과 연관되어 있다. 지구 변화에 관한 믿음은 미국의 아메리카 원주민 사이에서도 퍼져 일부에서는 "대정화"(the Great Purification)라는 새로운 개념도 만들었다. 이러한 믿음은 종종 기독교적 천년왕국 및 UFO와 연계되어 있다. 일부 뉴에이지 지지자는 지구의 변화가 세계 평화 및 영성의 "황금 시대"를 열 것이라고 믿는다.

## 아이 앰 아메리카
1980년대 후반, 로리 토예는 1983년부터 주장한 몇 가지 말을 기반으로 한 "아이 앰 아메리카 지도"(I Am America Map)를 출판했다. 아이 앰 아메리카 지도는 4만 부가 팔렸으며, 이후 "프리덤 스타 월드 지도"(Freedom Star World map), "황금 도시 지도"(Golden Cities map), 등 지구 변화와 관련한 새로운 지도가 출판되었다. 이 지도에는 지구의 기후 변화 이후 나타날 미래 지구의 지리를 표현했다.

## 수신과 해석
지구 변화의 예언은 과학에서 존재하는 용어와 아이디어를 빌려 환상의 경험을 바탕으로 비성경적 종말론 생각을 합리화하는 등 의사과학의 형태로 설명했다. 파인드호른 재단 영적 공동체의 대표인 데이비드 스팽글러는 지구 변화를 설명하는 예언은 실제 미래의 사건을 말하기보다는 집단적 공포 및 분노의 표현과 같다고 말했다.

## 같이 보기
- 격변설
- 종말론
- 세계적 치명적인 위협